# Jolghun Aghadż
Jolghun Aghadż – wieś w Iranie, w ostanie Azerbejdżan Zachodni, w szahrestanie Takab. W 2006 roku liczyła 899 mieszkańców.